# 甲后線

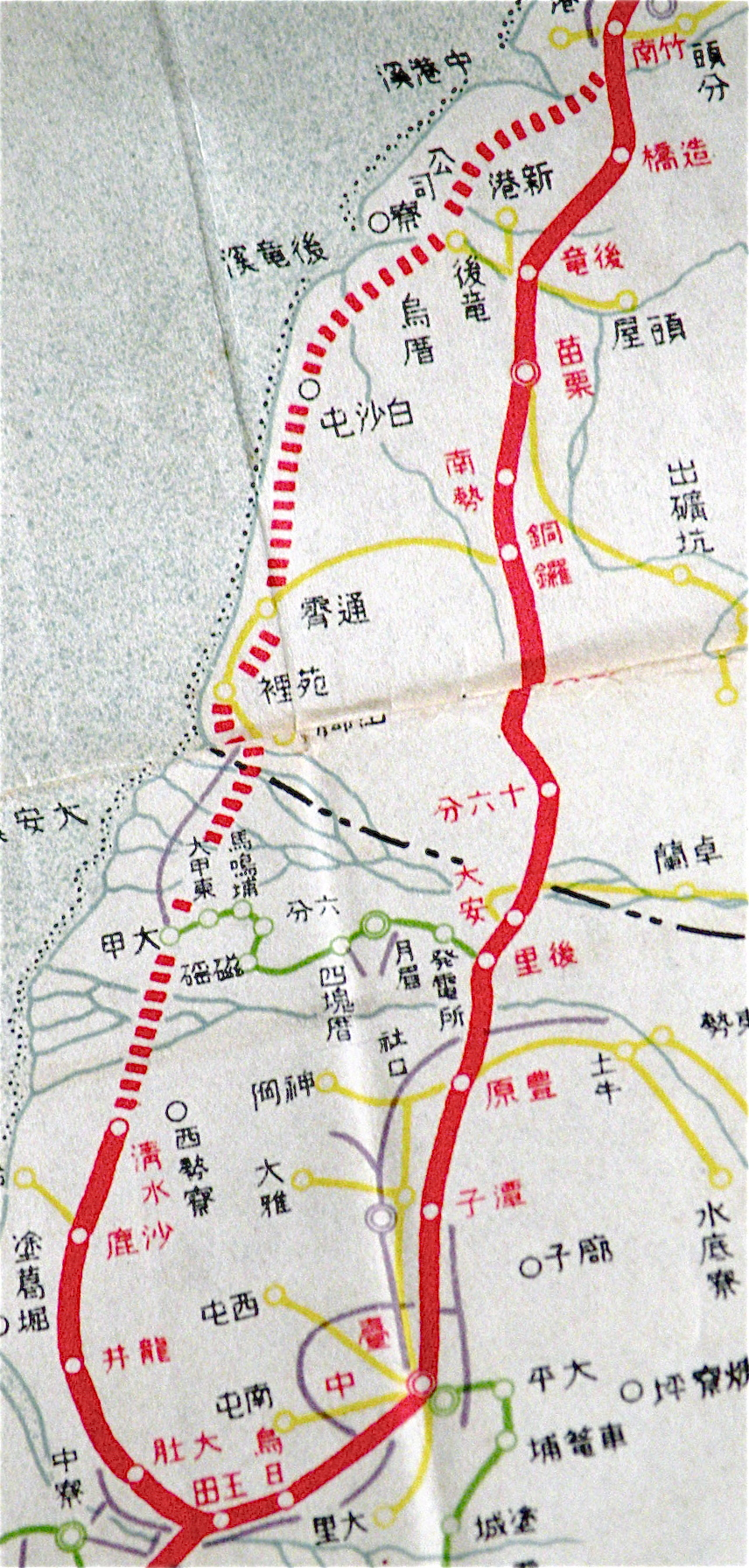
1920年の后甲線路線図

甲后線（こうごうせん）は、台湾台中市で計画中（zh:大台中地區山海線鐵路雙軌高架化建置計畫、俗に繁:  台中山手線計畫／台中山海線）の台湾鉄路管理局（台鉄）の路線。台中市政府が推進する台鉄での市内環状路線網「大台中山手線」の一角を構成し、孤の上辺にあたることから「彩虹線」の通称がある。

## 概要
海岸線大甲駅と台中線后里駅間13.4km・途中3駅を事業費309.5億ニュー台湾ドルで新設するもので、戦前から戦後に途中駅を除いてほぼ同じ経路を通っていた台湾糖業鉄道の后甲線（戦前の名称は大甲線）の事実上の改軌・復活でもある。后甲線は北港製糖（大日本製糖の前身）による営業線として1912年（明治45年）に開業し、戦後1970年に廃止された。
21世紀になってから2005年統一地方選挙で民主進歩党から台中市長選に立候補した林佳龍が市内環状路線「幸福山手線」を構成するものとして提唱したものの、林はこの選挙で敗れた。
2010年台中市長選挙では林は出馬を見送ったものの、党公認候補だった蘇嘉全陣営の元で「甲后線」構想を再度提唱、現職だった中国国民党の胡志強も7線の捷運整備構想を訴え、同区間を「台中捷運黄線」としていた。
2014年に再度台中市長選に立候補した林が実現を訴えた。新市長となった林は2016年に行政院の支持を得て、翌年の前瞻基礎建設計画にリスト入りしたことから計画策定・建設に弾みがつくとみられている。

## 沿革

### 実現可能性調査
- 2015年 - 実現可能性調査（F/S）に着手[7]、年末に交通部へ提出[8]。
- 2016年
  - 3月 - 交通部でF/S審査通過[9]。
- 2017年
  - 3月 - 行政院が推進する前瞻基礎建設計画の「軌道建設リスト」に盛り込まれる[10]。

## 駅一覧
| 駅名           | 駅名          | 駅名   | 駅間 キロ | 累計 キロ | 等級   | 接続路線・備考           | 所在地 | 所在地 |
| -------------- | ------------- | ------ | --------- | --------- | ------ | ------------------------ | ------ | ------ |
| 日本語         | 繁体字 中国語 | 英語   | 駅間 キロ | 累計 キロ | 等級   | 接続路線・備考           | 所在地 | 所在地 |
| 大甲駅         | 大甲車站      | Dajia  | 0.0       | 0.0       | 二等駅 | 海岸線                   | 台中市 | 大甲区 |
| 外埔駅（仮称） | 外埔車站      | Waipu  | 3.35      | 3.35      |        | 廓子路という仮称もある   | 台中市 | 外埔区 |
| 月眉駅（仮称） | 月眉車站      | Yuemei | 3.60      | 6.95      |        | 土城路という仮称もある   | 台中市 | 后里区 |
| 后科駅（仮称） | 后科車站      | Houke  | 4.20      | 11.15     |        | 中社花市という仮称もある | 台中市 | 后里区 |
| 后里駅         | 后里車站      | Houli  | 2.25      | 13.4      | 三等駅 | 台中線・旧山線           | 台中市 | 后里区 |